# Evacuate the Dancefloor (álbum de Cascada)
Evacuate the Dancefloor es el tercer álbum de estudio de la banda alemana de dance Cascada. Fue lanzado en Reino Unido el 6 de julio de 2009, una semana después del sencillo "Evacuate the Dancefloor."

## Evolución de su música dance
Con el lanzamiento de su primer sencillo, "Evacuate the Dancefloor", las personas escucharon el sonido cambiado a un electropop y dance. La líder de Cascada, Natalie Horler, explicó que "evolucionas y progresas y estamos muy orgullosos de lo que salió." Tratando de distanciarse del sonico electropop de Lady GaGa. Previas del álbum comenzaron a aparecer en YouTube el 23 de junio de 2009. El primer sencillo, Evacuate the Dancefloor, contiene una variedad de sintetizadores. 
"Fever" contiene un dance con electropop, similar al género de Benny Benassi y David Guetta. 

## Sencillos
Evacuate The Dancefloor
Evacuate the Dancefloor fue lanzado como el primer sencillo del álbum en Irlanda el 15 de junio de 2009 y en el Reino Unido el 29 de junio de 2009 por All Around the World. El 5 de julio de 2009 debutó en el número uno en la UK Singles Chart. La canción también alcanzó el puesto número dos en Irlanda. La canción fue lanzada por la discográfica Americana Robbins Entertainment el 21 de julio de 2009.
Fever
Fever fue confirmado como el segundo sencillo para Alemania por Natalie Horler en una entrevista. El videoclip fue filmado en julio y se reveló el 18 de septiembre de 2009, por la cuenta oficial de Zooland Records. El sencillo está programado para ser publicado el 9 de octubre de 2009. Fever es también el siguiente sencillo que se publicó en los Países Bajos.
Dangerous
Dangerous fue confirmado como el segundo sencillo para el Reino Unido por Natalie Horler. El video musical fue también subido a YouTube por su compañía discográfica del Reino Unido, All Around The World. El sencillo fue lanzado el 12 de octubre de 2009.
Everytime I Hear Your Name
Fue inesperadamente lanzado como el tercer y final sencillo del álbum en Estados Unidos en junio del 2010.

## Lista de canciones
Yanou y DJ Manian coescribieron todas las canciones excepto Hold On. También han producido todas las canciones.
| N.º | Título                       | Escritor(es)                                 | Duración |  |
| 1.  | «Evacuate the Dancefloor»    | Allan Eshuijs                                | 3:27     |  |
| 2.  | «Hold On»                    | Mary S. Applegate, Hague Schmitz, Billy Myer | 2:56     |  |
| 3.  | «Everytime I Hear Your Name» | James Kinnear, Jonathan Kinnear              | 3:12     |  |
| 4.  | «Ready or Not»               | Eshuijs                                      | 3:01     |  |
| 5.  | «Fever»                      | Andres Ballinas                              | 3:20     |  |
| 6.  | «Hold Your Hands Up»         | Alistair Griffin, Benjamin Francis Leftwich  | 3:45     |  |
| 7.  | «Breathless»                 | A. White                                     | 3:10     |  |
| 8.  | «Dangerous»                  | Tony Cornelissen                             | 2:59     |  |
| 9.  | «Why You Had To Leave»       | Kinnear, Kinnear, R. Millender               | 3:37     |  |
| 10. | «What About Me»              | Eshuijs                                      | 3:11     |  |
| 11. | «Draw The Line»              | Cornelissen                                  | 3:57     |  |

## Versión de Singapour
Disco 1
1. "Faded" (Matthew Gerra, Robbie Nevil, Jessica Origliasso, Lisa Origliasso) – 2:50

Disco 2
1. "Evacuate the Dancefloor" (Extended Mix) – 5:28
2. "Evacuate the Dancefloor" (Rob Mayth Remix) – 5:31
3. "Evacuate the Dancefloor" (Ultrabeat Remix) – 4:55
4. "Evacuate the Dancefloor" (Wideboys Remix) – 6:07
5. "Evacuate the Dancefloor" (Chris Ortega Big Room Remix) – 6:31
6. "Evacuate the Dancefloor" (Lockout's Mirror Ball Remix) – 5:25
7. "Evacuate the Dancefloor" (Cahill Remix) – 6:49
8. "Faded" (Extended Mix) – 4:27
9. "Faded" (Dave Ramone Remix) – 5:51
10. "Faded" (Wideboys Electro Club Mix) – 6:07
11. "Faded" (Lior Magal Remix) – 5:28
12. "Faded" (Giuseppe D's Dark Fader Club Mix) – 7:21

## Promoción
El 28 de mayo, en una fiesta de lanzamiento del álbum se llevó a cabo en Londres, donde Natalie canto la Evacuar the Dancefloor y junto con Breathless, Draw the Line y Dangerous. Dangerous tiene el típico estilo Hands Up de Cascada, mientras que Breathless  tiene un estilo más similar a Kelly Clarkson, y Draw the Line es una balada. 
Horler también hizo apariciones en clubes nocturnos de todo el mundo en los próximos meses. Todas las apariencias ayudaron a promover la publicación del álbum. Durante las entrevistas, Horler había declarado que sus canciones favoritas del álbum eran Draw The Line, Breathless, Fever, Dangerous y Why You Had To Leave
.
Cascada también actuó por una noche, en el Tour Mundial de Britney Spears en 2009.

## Posicionamiento
| Listas (2009)                          | Posición |
| -------------------------------------- | -------- |
| Australian Albums Chart                | 58       |
| Austrian Albums Chart                  | 15       |
| Belgian Albums Chart                   | 66       |
| Canadian Albums Chart                  | 86       |
| Dutch Albums Chart                     | 69       |
| European Albums Chart                  | 27       |
| French Albums Chart                    | 19       |
| German Albums Chart                    | 21       |
| Irish Albums Chart                     | 15       |
| New Zealand Albums Chart               | 28       |
| Norwegian Albums Chart                 | 17       |
| Swiss Albums Chart                     | 36       |
| UK Albums Chart                        | 8        |
| U.S. Billboard 200                     | 155      |
| U.S. Billboard Dance/Electronic Albums | 7        |

## Personal
- Frank T. Wartenberg – fotógrafo
- Frank Ehrlich – mánager
- Joe Yannece – mastering
- King & White – producción, arreglo, mixer
- Manuel Reuter – producción, arreglo, mixer
- Natalie Horler – vocals
- Rebecca Meek – diseño
- Yann Peifer – producción, arreglo, mixer

## Lanzamiento
| País                      | Fecha                    | Formato              | Discográfica         |
| ------------------------- | ------------------------ | -------------------- | -------------------- |
| Irlanda                   | 3 de julio de 2009       | CD, Descarga digital | All Around The World |
| Reino Unido               | 6 de julio de 2009       | CD, Descarga digital | All Around The World |
| Alemania, Austria y Suiza | 17 de julio de 2009      | CD, Descarga digital | Zeitgeist, Zooland   |
| Rusia                     | 20 de julio de 2009      | CD                   | Universal            |
| Estados Unidos            | 18 de agosto de 2009     | CD, Descarga digital | Robbins              |
| Francia                   | 7 de septiembre de 2009  | CD, Descarga digital | Universal            |
| Canadá                    | 15 de septiembre de 2009 | CD, Descarga digital | Awesome, Robbins     |
| Australia                 | 25 de septiembre de 2009 | CD, Descarga digital | Universal            |
| Países Bajos              | 21 de septiembre de 2009 | Digital download     | Cloud 9 Dance        |
| Países Bajos              | 28 de septiembre de 2009 | CD                   | Armada               |
| Japón                     | 21 de octubre de 2009    | CD, digital download | Pony Canyon          |